# Katie Gold
Katie Gold (Dallas, 7 marzo 1978) è un'ex attrice pornografica statunitense.

## Biografia
Katie Gold nasce a Dallas e lì si diploma. Successivamente, inizia a lavorare come spogliarellista in alcuni locali e viene notata da un reclutatore che la introduce nell'industria pornografica. La prima parte di carriera della Gold si sviluppa tra il 1997 e i primi del 1999; la Gold si fa notare, e ottiene numerosi riconoscimenti.
In seguito al ritiro, la Gold si laurea al Philadelphia University in fashion merchandising, e subito dopo, nell'agosto 2002, ritorna all'attività pornografica stipulando un contratto con la JM Productions.

## Riconoscimenti
- AVN Awards
  - 1998 – Best Group Sex Scene (video) per Gluteus to the Maximus con Alyssa Love, Holli Woods, Shay Sweet e Peter North[4]
  - 1999 – Best Supporting Actress (video) per Pornogothic[4]
- XRCO Award
  - 1999 - Unsung Siren[5]

## Filmografia

### Attrice
- American Housewives In Heat (1997)
- Anal Honey Pie 2 (1997)
- Anal Load Lickers 2 (1997)
- Anal Saddle Slut (1997)
- Anal Video Virgins 4 (1997)
- Ass Openers 14 (1997)
- Assy 4 (1997)
- Assy 6 (1997)
- Avena X-tra Edition 1 (1997)
- Big Love (1997)
- Blowjob Adventures of Dr. Fellatio 4 (1997)
- Blue Confessions (1997)
- Bodyslammin' 1 (1997)
- Booty Duty 1 (1997)
- Broken Promises (1997)
- Buffy Malibu's Nasty Girls 14 (1997)
- Buffy Malibu's Nasty Girls 15 (1997)
- California Butt Sluts 2 (1997)
- Cherry Poppers The College Years 2: Summer Vacation (1997)
- Coed Cocksuckers 1 (1997)
- Cumback Pussy 9 (1997)
- Curbside Cuties 2 (1997)
- Degrees of Decadence 1 (1997)
- Dick's World (1997)
- Dirty Dancers 10 (1997)
- Erotic Confusion (1997)
- Eye Contact 1 (1997)
- Fresh Hot Babes 3 (1997)
- Freshman Fantasies 1 (1997)
- Freshman Fantasies 3 (1997)
- Girls Next Door 3 (1997)
- Gluteus To The Maximus (1997)
- Hustler Love Letters 1 (1997)
- Indigo Delta (1997)
- Limousine (1997)
- Lipstick Lesbians 4: Halloween (1997)
- Masseuse 3 (1997)
- Masters of Perversion (1997)
- Models (1997)
- More Dirty Debutantes 64 (1997)
- More Dirty Debutantes 67 (1997)
- More Dirty Debutantes 68 (1997)
- Naked Outdoors 3 (1997)
- New Ends 11 (1997)
- News 69 (1997)
- Nineteen Video Magazine 13 (1997)
- One Big Orgy: The Wedding (1997)
- Other Side of Shawnee (1997)
- Paparazzi (1997)
- Party Pack 3 (1997)
- Pervert Walks Among Us (1997)
- Playback 1 (1997)
- Pornostar 1 (1997)
- Puritan Magazine 11 (1997)
- Pussy Beat 1 (1997)
- Pussyman's All American Pussy Search (1997)
- San Francisco 69'ers (1997)
- Sex Patrol (1997)
- SexHibition 5 (1997)
- Sexual Outlaw (1997)
- Sin-a-matic 3 (1997)
- Sins of the Flesh (1997)
- Sweet Rides 1 (1997)
- Tits Ass Or Snatch (1997)
- Trashy Ass Delinquents (1997)
- Twisted Tramps (1997)
- Up And Cummers 44 (1997)
- Video Virgins 35 (1997)
- Violation of Shay Sweet (1997)
- Wild Bananas on Butt Row (1997)
- World's Luckiest Man (1997)
- Affair (1998)
- Ass Openers 18 (1998)
- Backslidin' (1998)
- Blowjob Fantasies 1 (1998)
- Buffy Malibu's Nasty Girls 18 (1998)
- California Cocksuckers 4 (1998)
- Cassie's Crazy Chick Flick (1998)
- Chasin Pink 2 (1998)
- Chasin Pink 4 (1998)
- Cheerleaders Exposed (1998)
- Coed Cocksuckers 6 (1998)
- Coed Cocksuckers 8 (1998)
- Crazy Like A Fox (1998)
- Debbie '99 (1998)
- Depraved Fantasies 5 (1998)
- Dirty Little Sex Brats 1 (1998)
- Every Last Drop (1998)
- Every Man's Fetish 1: 18 and Barely Legal (1998)
- Femme (1998)
- Femme 2 (1998)
- First Time Ever 6 (1998)
- Freak (1998)
- Fresh Pink 3 (1998)
- Freshman Fantasies 12 (1998)
- Gift (1998)
- Girl Thing (1998)
- Girl's Affair 18 (1998)
- I Love Lesbians 4 (1998)
- Innocence Lost (1998)
- Insatiable Solos (1998)
- Jealousy (1998)
- Kandid Kristen (1998)
- Kelly the Coed 2 (1998)
- Kiss (1998)
- Layered (1998)
- Lovin' Spoonfuls 17: More Best of Dirty Debutantes (1998)
- Merry Fucking Christmas (1998)
- Mobsters Wife (1998)
- Moral Degeneration (1998)
- Nasty Nymphos 21 (1998)
- Nineteen Video Magazine 15: Yearbook (1998)
- No Man's Land 22 (1998)
- Nude World Order (1998)
- Only the A-Hole 3 (1998)
- Other Side of Serenity (1998)
- Penitent Flesh (1998)
- Philmore Butts Back to College (1998)
- Pornogothic (1998)
- Pornological 2 (1998)
- Puritan Magazine 20 (1998)
- Pussyman Goes to College (1998)
- Pussyman's Naughty College Nymphos (1998)
- Ripe Cherry Cheerleaders (1998)
- Santa's Itty Bitty Titties Helpers (1998)
- Scenes From A Bar (1998)
- Sex Offenders 3 (1998)
- Sexual Society (1998)
- Shane's World 15: Banana Cream Pie (1998)
- Silk Panties (1998)
- Sitting Pretty (1998)
- Slumber Party 4 (1998)
- Sodomania: Slop Shots 4 (1998)
- Sorority Slumber Party (1998)
- SOS Video Magazine 3 (1998)
- Special Delivery (1998)
- Sudden Passions (1998)
- Superfreak (1998)
- Surveillance Sex (1998)
- Taboo 18 (1998)
- Tails of Perversity 4 (1998)
- Tia Bella: Extreme Close Up 3 (1998)
- Tight Shots the Movie (1998)
- Treasure Hunt (1998)
- University Coeds 4 (1998)
- Vibrating Vixens 4 (1998)
- Video Vixens (1998)
- Wack 'em (1998)
- Wet Cotton Panties 5 (1998)
- Where the Girls Are (1998)
- White Panty Chronicles 1 (1998)
- Woman Scorned (1998)
- Adult Video News Awards 1999 (1999)
- Carnal Coeds: Girls of the Western Cumference (1999)
- Caught-on-tape 2 (1999)
- City of Anals (1999)
- Eye Candy Refocused (1999)
- Gutter Mouths 13 (1999)
- I Touch Myself 1 (1999)
- Jail Babes 4 (1999)
- Jail Babes 5 (1999)
- No Longer Jailbait (1999)
- Perverted Stories 23: Desires of the Flesh (1999)
- Porno Man 2000 2 (1999)
- Porno Playground (1999)
- Poser (II) (1999)
- Sex Lies (1999)
- Sextraterestrials (1999)
- Star Hunter (1999)
- Street Meat 2 (1999)
- Sweet Dreams (1999)
- Things Change 3 (1999)
- Things Change 4 (1999)
- Trial By Copulation (1999)
- Viagra Falls (1999)
- Violation of Katie Gold (1999)
- Virgin Kink 11 (1999)
- Weekend Warriors (1999)
- XRCO Awards 1999 (1999)
- YA 16 (1999)
- A Holes 3 (2000)
- Charlie, Shay And Friends (2000)
- Daily Grind (2000)
- Love Shack (2000)
- Private Openings (2000)
- Screamers (2000)
- Shameless Sluts (2000)
- Soaking Wet Cotton Panties 5 (2000)
- Up And Cummers 78 (2000)
- Art House Porno 4: Kinky (2001)
- Babyface 1 (2001)
- Black Public Sex (2001)
- Booty Duty (2001)
- Clam Jumpers (2001)
- Lost Angel (2001)
- Raw Sex 7 (2001)
- 4 A Good Time Call (2002)
- Double Trouble (2002)
- Santa's Sluts (2002)
- Shocking Confessions (2002)
- Young Katie Gold (2002)
- 18 and Eager for Anal (2003)
- 18 Wild and Horny (2003)
- All Star Ass Blast (2003)
- Angel Face (2003)
- Cotton Candy (2003)
- Katie Gold Cock Star (2003)
- Teen Play (2003)
- 5 Star Chasey (2004)
- Asseaters Unanimous 3 (2004)
- Assfensive 2 (2004)
- Assploration (2004)
- Big Wet Asses 4 (2004)
- Blow Me Sandwich 6 (2004)
- Boss Bitches 20 (2004)
- Butt Munchers 1 (2004)
- Chick Flick 7 (2004)
- Cockhounds (2004)
- Extreme Schoolgirls 6 (2004)
- Fill My Mouth with Cum (2004)
- Hellcats 4 (2004)
- In the Sex Party: Lost Auditions 5 (2004)
- Johnny's Vision (2004)
- Meat Pushin In The Seat Cushion 4 (2004)
- No Silicone Zone (2004)
- Nut Busters 3 (2004)
- Pussyman's Decadent Divas 25 (2004)
- Pussyman's Spectacular Butt Babes 7 (2004)
- Rich Bitches (2004)
- Stick It in My Face 2: That Dick Ain't Gonna Suck Itself (2004)
- Strap Attack 1 (2004)
- Suckers 2 (2004)
- Surfer Girls 1 (2004)
- Tails From The Toilet (2004)
- Tasty White Meat (2004)
- Teen Power 11 (2004)
- What Gets You Off 1 (2004)
- Young Buns 15 (2004)
- Young Fresh and Ripe 3 (2004)
- Young Wet Bitches 1 (2004)
- Young White Pussy 3 (2004)
- 12 Nasty Girls Masturbating 1 (2005)
- Anal Retentive 6 (2005)
- Ass Ho's 3 (2005)
- Asseaters Unanimous 10 (2005)
- Attention Whores 4 (2005)
- Au Pair (2005)
- Auditioning (2005)
- Bikini Banger 1 (2005)
- Billy Glide's XXX Adventures 1 (2005)
- Cocktail Swingers (2005)
- Cum Buckets 3 (2005)
- Cum Buckets 4 (2005)
- Daisey: I'm In Charge (2005)
- Dirty Little Devils 3 (2005)
- Double Dicked 2 (2005)
- Drink His Cum From My Pussy (2005)
- Educating Jenna (2005)
- Fresh and Natural 2 (2005)
- Girly Girlz 2 (2005)
- Helen Wheels (2005)
- Hot Chicks Little Tits 8 (2005)
- I Love It Too (2005)
- Intimate Secrets 7 (2005)
- Lick My Balls (2005)
- Little Whore That Could (2005)
- Lust In Lace (2005)
- MILF Bonanza 1 (2005)
- My Ass Is Yours (2005)
- My Neighbors Daughter 6 (2005)
- Nasty Hard Sex 3 (2005)
- Nasty Hard Sex 4 (2005)
- Not Another Girl Girl Movie (2005)
- Not Milk 1 (2005)
- POV (2005)
- Pretty Young Tramps 2 (2005)
- Pussyman's Ass Busters 9 (2005)
- Pussyman's Decadent Divas 26 (2005)
- Scum Bags (2005)
- Slut Wives 2 (2005)
- Spring Break Sex Kittens (2005)
- Squeaky Clean Teens 2 (2005)
- Squirters 1 (2005)
- Stick Your Pole In My Rear Hole 2 (2005)
- Summer School Sex Kittens (2005)
- Swallow Your Pride (2005)
- Tearing It Up 1 (2005)
- Throated 5 (2005)
- Anal Bandits 2 (2006)
- Anal Zone 6 (2006)
- Assfensive 6 (2006)
- Bubble Butt Mothers 1 (2006)
- Cumstains 7 (2006)
- Desperate Mothers and Wives 5 (2006)
- Her First Anal Sex 6 (2006)
- I Pervert (2006)
- Incredible Expanding Vagina (2006)
- POV Cocksuckers 1 (2006)
- Return To Insanity (2006)
- Star (2006)
- Stiffer Competition (2006)
- Swallowing Anal Whores 2 (2006)
- Teen Panty Droppers (2006)
- White Girls Got Azz Too 2 (2006)
- Bring Your A Game 3 (2007)
- Double Socket 2 (2007)
- Honky Tonk Teens (2007)
- Lu's Kuntrol (2007)
- MILF Fixation 1 (2007)
- Suburban Sex Parties (2007)
- White Trash Pieces of Shit (2007)
- X Cuts: Drilled 1 (2007)
- X Cuts: Drilled 4 (2007)
- 3-Way Addiction 3 (2008)
- Ass Lickers 1 (2008)
- Car Wash (2008)
- Front Door Punishment (2008)
- Hillary Scott And Her Horny Little Hos (2008)
- Pornstar Anal Sluts 1 (2008)
- Star 69: Strap Ons (2008)
- Stroke Suck and Tease 3 (2008)
- Teen Cuisine Too (2008)
- Ass The New Pussy (2009)
- Big Ass White Girls 1 (2009)
- Butt Floss Chronicles (2009)
- Cougar-Ville 1 (2009)
- Deep Down Inside 1 (2009)
- In the Army Now (2009)
- More Than A Mouthful (2009)
- Tappin' That White Ass (2009)
- Tiny Tits Tight Pussy 6 (2009)
- White Anal MILFs (2009)
- White Trash XXX Games (2009)
- Bound Up Sluts in Distress (2010)
- Who's That Whore 1 (2010)
- Slutty Girls at School 2 (2011)
- Ass Lickin' Good (2012)
- Kissing Girls 4 (2012)
- Rim Jobbers (2012)
- Sexy Coeds In Stockings (2012)
- Anal Encounters 5 (2013)
- Luscious Lesbians (2013)
- My Mother's Dirty Secrets (2013)
- Suck it Out 3 (2013)
- Suck it Out 4 (2013)
- Little Tit Coeds (2014)

### Regista
- City of Anals (1999)